# Xanthorhoe lutescens
Xanthorhoe lutescens là một loài bướm đêm trong họ Geometridae.